# 西伯利亚羱羊
西伯利亚羱羊（学名：Capra sibirica），又名北山羊，是偶蹄目牛科山羊属的一种，主要分布于中亚。曾被视为羱羊的一个亚种。
西伯利亚羱羊是一种体型庞大的山羊，尽管个体差异很大。雄性肩高为88至110厘米，体重则为60至130千克。雌性明显较小，肩高67至92厘米，体重34至56公克。雌雄两性颏部皆有须，但雄性的更长。其角呈镰刀状，雄性平均角长115厘米左右，在某些极端情况下可长到148厘米。雌性平均角长则仅有27厘米。